# Rapator
Rapator là một chi Theropoda sống ở châu Úc ngày nay vào đầu kỷ Phấn trắng. Nó được Friedrich von Huene năm 1932.